# Майє Абдулганієва
Майє Абдулганієва (творчий псевдонім — Майє Сафет) (21 травня 1972) — кримськотатарська поетка, перекладачка. Живе в Акмесджиті (Сімферополі).
Закінчила кримсько-російському відділення філологічного факультету Сімферопольський державний університету, навчалася в аспірантурі, досліджувала створення кримських національних казок.
Майє Сафет є авторкою книги «Ешиль Кяинат», співавторкою збірки «Бахчисарай-2021», авторкою низки сучасних кримськотатарських пісень.
Нею також перекладено кримськотатарською мовою вірш Михайла Петренка «Дивлюсь я на небо»
Лауреатка першого конкурсу «Кримський інжир» (2018) в номінації «Поезія кримськотатарською мовою»
Майє стала однією з учасниць престижного міжнародного проекту з перекладів мовами світу сонетів Шекспіра York International Shakespeare Festival.
Її вірші та переклади увійшли до збірки «Мавылыкъ/Блакить» (Київ, 2021).
Майє Абдулганієва є також активною організаторкою культурних подій[джерело не вказане 740 днів].